# انهيار تثاقلي

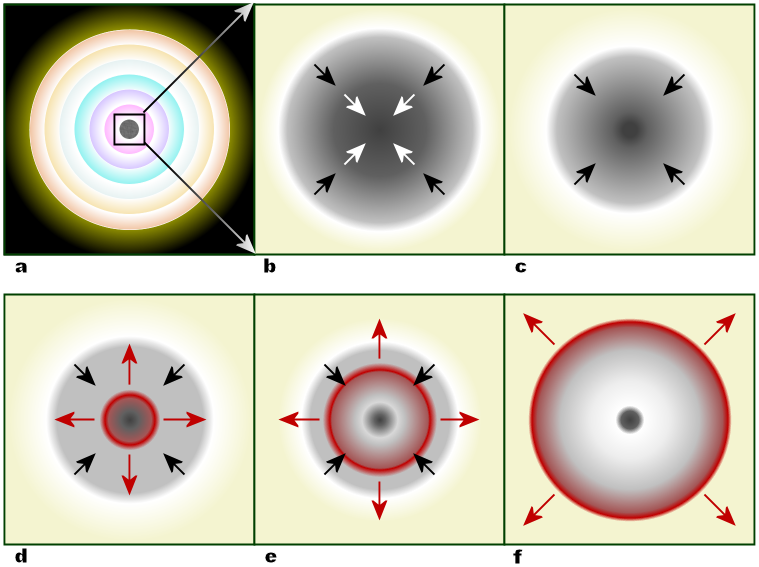
الانهيار التثاقلي لنجم ضخم، مما يؤدي إلى مستعر أعظم نوع 2.

الانهيار التثاقلي أو الانهيار التجاذبي هو انهيار مادة النجم نحو مركز كتلته تحت تأثير قوة جاذبيته الذاتية حيث تنضغط مادة النجم ليتحول إلى نجم نيوتروني أو ثقب أسود. كما أن لعملية الانهيار التثاقلي دورها الرئيسي في تشكل النجوم حيث أن الانكماش التثاقلي التدريجي للسدم يعمل على انضغاط مادتها الغازية لتتحول في نهاية الأمر إلى نجم.
يولد النجم من خلال الانهيار الجاذبي التدريجي لسحابة من الغاز بين النجوم. يرفع الضغط الناجم عن الانهيار التجريجي درجة حرارة النجم الوليد حتى يحدث الاندماج الحراري النووي في مركز النجم. وعند هذه الحالة يتوقف الانهيار تدريجياً حيث يوازن الضغط الحراري الخارجي قوى الجاذبية المتجهة إلى المركز. ثم يوجد النجم في حالة توازن ديناميكي، أي لا يكبر ولا يصغر. إلا أنه بمجرد استنفاد وقوده (من الهيدروجين) تقل طاقتة الداخلية، وينهار النجم على نفسه تحت ضغط جاذبيته في انفجار (يسمى سوبرنوفا) ويتقلص قلبه المعدني حتى يصل إلى حالة توازن جديدة، قد تكون قزم أبيض أو نجم نيوتروني، أو ثقب أسود، وهذا حسب كمية مادته الباقية.
فمثلا عندما ينتهي هيدروجين الشمس تتحول إلى عملاق أحمر، ثم تنفجر مخلفة ورائها قزم أبيض. أما نجم يحوي كتلة 4 كتل شمسية عندما ينتهي وقوده الهيدروجيني ينفجر وينتج منه نجما نيوترونيا، أما انتهاء عمر نجم تبلغ كتلته 8 كتل شمسية، فهذا ينفجر مخلفا ورائه ثقبا أسودا.

## تشكيل النجم
ستبقى السحابة النجمية من الغاز في التوازن الهيدروستاتيكي طالما أن الطاقة الحركية للغاز الضغط متوازنة مع الطاقة الكامنة الداخلية قوة الجاذبية. يتم التعبير عن ذلك رياضيًا باستخدام نظرية فيريال، والتي تنص على أنه للحفاظ على التوازن، يجب أن تساوي طاقة وضع الجاذبية ضعف الطاقة الحرارية الداخلية. إذا كان جيب الغاز هائلًا بدرجة كافية بحيث يكون ضغط الغاز غير كافٍ لدعمه، فإن السحابة ستخضع لانهيار الجاذبية. الكتلة الحرجة التي فوقها سوف تتعرض السحابة لمثل هذا الانهيار تسمى كتلة جينس. تعتمد هذه الكتلة على درجة حرارة السحابة وكثافتها، لكنها تتراوح عادةً بين آلاف وعشرات الآلاف من الكتلة الشمسية.

## بقايا نجم

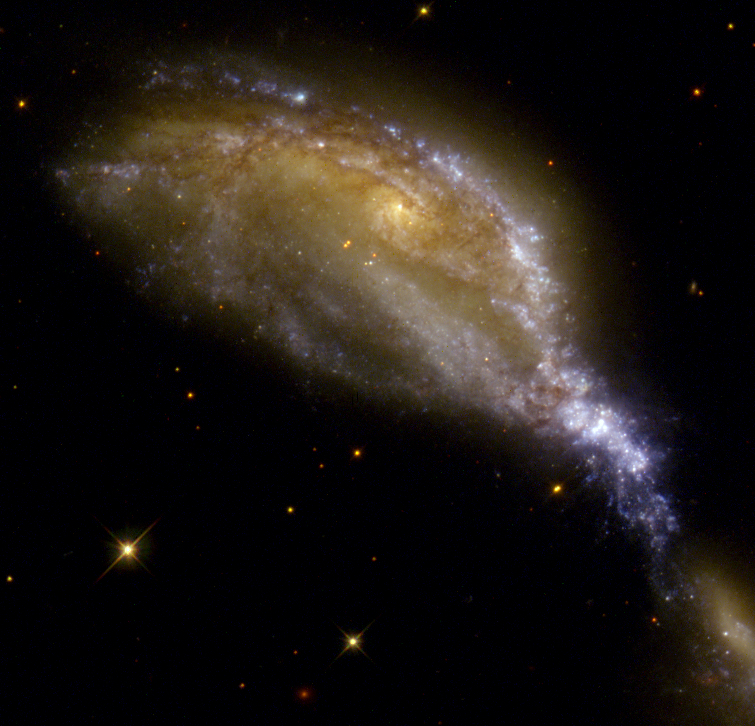
NGC 6745 ينتج عنه كثافات مادية شديدة بما يكفي لتحفيز تشكل النجوم من خلال الانهيار التثاقلي

عند ما يسمى موت النجم (عندما يحرق النجم إمدادات الوقود الخاصة به)، فإنه سيخضع لانكماش لا يمكن إيقافه إلا إذا وصل إلى حالة توازن جديدة. اعتمادًا على الكتلة خلال حياته، يمكن أن تتخذ البقايا النجمية واحدًا من ثلاثة أشكال:
- قزم أبيض، حيث يتم معارضة الجاذبية بواسطة ضغط انتكاس الإلكترون [3]
- نجم نيوتروني، حيث يتم مقاومة الجاذبية بواسطة ضغط انتكاس النيوترون والتفاعلات قصيرة المدى بين النيوترونات والنيوترونات التي تتوسطها قوة قوية
- الثقب الأسود، حيث لا توجد قوة كافية لمقاومة انهيار الجاذبية

### القزم الأبيض
يحدث انهيار النواة النجمية إلى قزم أبيض على مدى عشرات الآلاف من السنين، بينما ينفجر النجم عن غلافه الخارجي ليشكل سديم كوكبي. إذا كان يحتوي على نجم مرافق، فيمكن لجسم بحجم قزم أبيض تراكم مادة من النجم المرافق. قبل أن تصل إلى حد شاندراسيخار (حوالي مرة ونصف كتلة شمسنا، وعند هذه النقطة سيبدأ الانهيار الجاذبي مرة أخرى)، تبدأ الكثافة المتزايدة ودرجة الحرارة داخل قزم أبيض من الكربون والأكسجين في جولة جديدة من الاندماج النووي، وهو غير منظم لأن وزن النجم مدعوم بالانحلال بدلاً من الضغط الحراري، مما يسمح بارتفاع درجة الحرارة بشكل كبير. يؤدي انفلات انفجار الكربون إلى تفجير النجم تمامًا في هيئة مستعر أعظم نوع Ia

### نجم نيوتروني
تتكون النجوم النيوترونية من انهيار الجاذبية لنواة النجوم الأكبر. إنها بقايا أنواع المستعر الأعظم Ib ، Ic ، و II. من المتوقع أن يكون للنجوم النيوترونية جلد أو «غلاف جوي» من مادة عادية بسماكة ملليمتر واحد، وتتكون تحتها بالكامل تقريبًا من نيوترونات متراصة (تسمى شعبياً «نيوترونيوم») مع غبار خفيف من تمتزج الإلكترونات والبروتونات الحرة. هذه المادة النيوترونية المتحللة لها كثافة تبلغ حوالي 6.65×1017 kg / m3. 
إن مظهر النجوم المكونة من مادة غريبة وبنيتها الطبقية الداخلية غير واضح لأن أي معادلة حالة مقترحة لـ مادة منتكسة هو تخميني للغاية. قد تكون هناك أشكال أخرى من المادة الافتراضية المتدهورة، والنتيجة قد تكون نجم الكوارك، أو نجم غريب (نوع من نجوم الكوارك)، أو نجم بريوني إذا كان له وجود؛ أما بالنسبة للجزء الأكبر فلا يمكن تمييزه عن نجم نيوتروني. في معظم الحالات، تكون المادة الغريبة مخفية تحت قشرة من النيوترونات المتدهورة «العادية».

### الثقوب السوداء

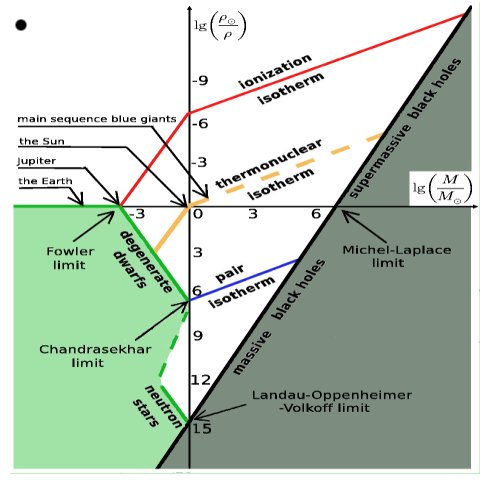
مؤامرة لوغاريتمية للكتلة مقابل متوسط الكثافة (مع القيم الشمسية كأصل) تُظهر الأنواع المحتملة لحالة التوازن النجمي. بالنسبة للتكوين في المنطقة المظللة ، خارج خط حد الثقب الأسود ، لا يوجد توازن ممكن ، لذلك سيكون الانهيار الجامح أمرًا لا مفر منه.

وفقًا لنظرية أينشتاين، بالنسبة للنجوم الأكبر حجمًا، فوق حد لانداو - أوبنهايمر - فولكوف، المعروف أيضًا باسم حدود تولمان - أوبنهايمر - فولكوف (ضعف كتلة الشمس تقريبًا) لا يمكن لأي شكل معروف من المادة الباردة توفير القوة اللازمة لمقاومة الجاذبية في توازن ديناميكي جديد. ومن هنا يستمر الانهيار ولا شيء يوقفه. 

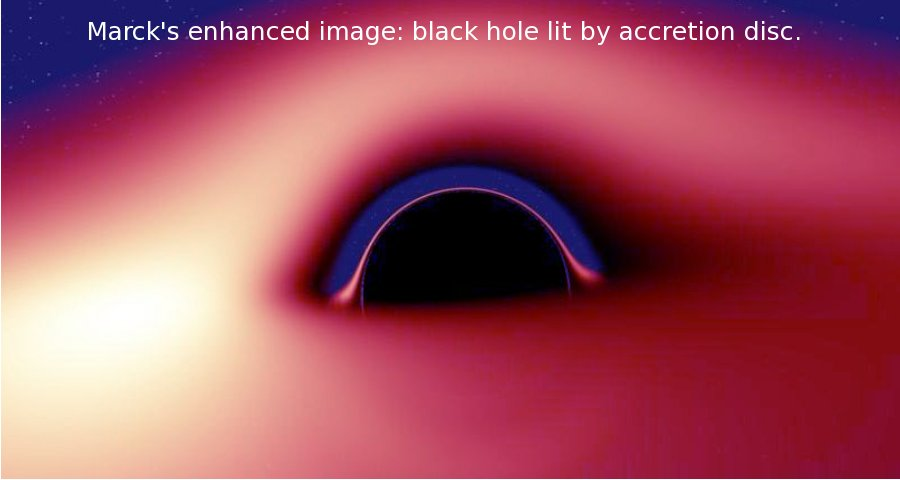
عرض محاكى من ثقب أسود خارجي بقرص تراكم رقيق

بمجرد أن ينهار الجسم داخل نصف قطر شفارتزشيلد فإنه يشكل ما يسمى الثقب الأسود، مما يعني منطقة الزمكان التي لا يمكن حتى للضوء الهروب منها. وهي مشتقة من النسبية العامة ونظرية روجر بنروز  أن التشكيل اللاحق لنوع من التفرد أمر لا مفر منه. ومع ذلك، وفقًا لـ فرضية الرقابة الكونية لبنوروز، فإن التفرد سيقتصر داخل أفق الحدث الذي يحيط بـ الثقب الأسود، لذلك ستظل منطقة الزمكان بالخارج تتمتع بهندسة جيدة التصرف، مع انحناء قوي ولكنه محدود، هذا متوقع  للتطور نحو شكل بسيط نوعًا ما يمكن وصفه بواسطة مقياس شفارتزشيلد التاريخي في الحد الكروي وعن طريق مترية كير إذا كان زاويًا الزخم موجود.
من ناحية أخرى، فإن طبيعة نوع التفرد المتوقع داخل الثقب الأسود لا تزال مثيرة للجدل إلى حد ما. وفقًا للنظريات المستندة إلى ميكانيكا الكم، في مرحلة لاحقة، سيصل الجسم المنهار إلى أقصى كثافة طاقة ممكنة لحجم معين من الفضاء أو كثافة بلانك (حيث لا يوجد شيء يمكن أن يوقفه). هذه هي النقطة التي تم فيها الافتراض أن قوانين الجاذبية المعروفة لم تعد صالحة. هناك النظريات المتنافسة حول ما يحدث في هذه المرحلة. على سبيل المثال، تتنبأ الجاذبية الكمية الحلقية بأن نجم بلانك سوف يتشكل، وبغض النظر عن ذلك، يقال إن انهيار الجاذبية يتوقف في تلك المرحلة وبالتالي لا تتشكل التفردة.